# Mamadou Sarr
Mamadou Sarr (Martigues, Provenza-Alpes-Costa Azul, 29 de agosto de 2005) es un futbolista francés de ascendencia senegalesa. Juega de defensa central y su equipo actual es el Chelsea Football Club de la Premier League, máxima categoría del fútbol inglés.

## Trayectoria
En 2018 se unió a las juveniles de Olympique de Lyon y fue escalando en las diferentes categorías.
Debutó como profesional el 27 de mayo de 2023, el entrenador Laurent Blanc lo hizo ingresar al minuto 83 para enfrentar a Stade de Reims y ganaron 3-0 en el Parc Olympique Lyonnais ante más de 56800 espectadores. Disputó su primer encuentro oficial con 18 años y la camiseta número 29. Fue el único partido que jugó ese campeonato, su equipo finalizó el torneo en séptimo lugar.
Para la temporada 2023-24, comenzó con la reserva del club y como suplente en el primer equipo, durante 2023 solo disputó 1 partido con los profesionales.
A comienzos de 2024 fue cedido a RWD Molenbeek, para que tenga rodaje en la máxima categoría del fútbol belga. Jugó como titular los primeros 6 cotejos que estuvo a la orden, una lesión lo mantuvo unas semanas fuera de las canchas, tras jugar el play-off por la permanencia, no lograron el objetivo y descendieron de categoría.
El 22 de agosto de 2024, fue fichado por Racing Club de Estrasburgo Alsacia a cambio de 10 000 000 de euros, firmó por 5 temporadas.
El 9 de junio de 2025 se hizo oficial su fichaje por Chelsea Football Club, firmó hasta 2033. Dejó Estraburgo con 28 partidos jugados.

## Selección nacional
Ha sido internacional con la selección de fútbol de Francia en las categorías juveniles sub-17, sub-18, sub-19 y sub-20.
Debutó con los Galos en la sub-17, el 18 de agosto de 2021, fue capitán en un amistoso contra España, combinado con el que perdieron 1-2 con un doblete de Iker Bravo.
Jugó la clasificación al Europeo Sub-17 durante 2021 y 2022, lograron un cupo en el campeonato. Jugó 9 partidos en todo la competición, llegaron a la final y tras vencer a Países Bajos lograron el título por tercera vez en su historia.
En 2024 formó parte del plantel que jugó el Europeo Sub-19, jugó 2 partidos, llegaron a la final pero fueron derrotados 2-0 por España.

## Estadísticas

### Clubes
Actualizado al último partido disputado el 17 de mayo de 2025.
| Club                        | Div.          | Temporada     | Liga  | Liga  | Liga   | Copas nacionales | Copas nacionales | Copas nacionales | Copas internacionales | Copas internacionales | Copas internacionales | Total | Total | Total  |
| Club                        | Div.          | Temporada     | Part. | Goles | Asist. | Part.            | Goles            | Asist.           | Part.                 | Goles                 | Asist.                | Part. | Goles | Asist. |
| --------------------------- | ------------- | ------------- | ----- | ----- | ------ | ---------------- | ---------------- | ---------------- | --------------------- | --------------------- | --------------------- | ----- | ----- | ------ |
| Olympique de Lyon Francia   | 1.ª           | 2022-23       | 1     | 0     | 0      | 0                | 0                | 0                | —                     | —                     | —                     | 1     | 0     | 0      |
| Olympique de Lyon Francia   | 1.ª           | 2023-24       | 1     | 0     | 0      | 1                | 0                | 0                | —                     | —                     | —                     | 2     | 0     | 0      |
| Olympique de Lyon Francia   | Total club    | Total club    | 2     | 0     | 0      | 1                | 0                | 0                | 0                     | 0                     | 0                     | 3     | 0     | 0      |
| RWD Molenbeek · Bélgica     | 1.ª           | 2023-24       | 10    | 0     | 0      | -                | -                | -                | —                     | —                     | —                     | 10    | 0     | 0      |
| RWD Molenbeek · Bélgica     | Total club    | Total club    | 10    | 0     | 0      | 0                | 0                | 0                | 0                     | 0                     | 0                     | 10    | 0     | 0      |
| R. C. Estraburgo A. Francia | 1.ª           | 2024-25       | 27    | 0     | 1      | 1                | 0                | 0                | —                     | —                     | —                     | 28    | 0     | 1      |
| R. C. Estraburgo A. Francia | Total club    | Total club    | 27    | 0     | 1      | 1                | 0                | 0                | 0                     | 0                     | 0                     | 28    | 0     | 1      |
| Chelesea F. C. Inglaterra   | 1.ª           | 2025-26       | 0     | 0     | 0      | -                | -                | -                | -                     | -                     | -                     | 0     | 0     | 0      |
| Chelesea F. C. Inglaterra   | Total club    | Total club    | 0     | 0     | 0      | 0                | 0                | 0                | 0                     | 0                     | 0                     | 0     | 0     | 0      |
| Total carrera               | Total carrera | Total carrera | 39    | 0     | 1      | 2                | 0                | 0                | 0                     | 0                     | 0                     | 41    | 0     | 1      |
| 1.                          |               |               |       |       |        |                  |                  |                  |                       |                       |                       |       |       |        |

### Selección
Actualizado al último partido disputado el 9 de septiembre de 2024.
| Selección         | Temporada         | Continental | Continental | Continental | Mundial | Mundial | Mundial | Amistosos | Amistosos | Amistosos | Total | Total | Total  |
| Selección         | Temporada         | Part.       | Goles       | Asist.      | Part.   | Goles   | Asist.  | Part.     | Goles     | Asist.    | Part. | Goles | Asist. |
| ----------------- | ----------------- | ----------- | ----------- | ----------- | ------- | ------- | ------- | --------- | --------- | --------- | ----- | ----- | ------ |
| Sub-17 Francia    | 2021-22           | 9           | 0           | 0           | —       | —       | —       | 5         | 0         | 0         | 14    | 0     | 0      |
| Sub-17 Francia    | Total sel.        | 9           | 0           | 0           | 0       | 0       | 0       | 5         | 0         | 0         | 14    | 0     | 0      |
| Sub-18 Francia    | 2022              | —           | —           | —           | —       | —       | —       | 4         | 1         | 0         | 4     | 1     | 0      |
| Sub-18 Francia    | 2023              | —           | —           | —           | —       | —       | —       | 6         | 0         | 0         | 6     | 0     | 0      |
| Sub-18 Francia    | Total sel.        | 0           | 0           | 0           | 0       | 0       | 0       | 10        | 1         | 0         | 10    | 1     | 0      |
| Sub-19 Francia    | 2023-24           | 2           | 0           | 0           | —       | —       | —       | 4         | 0         | 0         | 6     | 0     | 0      |
| Sub-19 Francia    | Total sel.        | 2           | 0           | 0           | 0       | 0       | 0       | 4         | 0         | 0         | 6     | 0     | 0      |
| Sub-20 Francia    | 2024              | —           | —           | —           | —       | —       | —       | 2         | 0         | 0         | 2     | 0     | 0      |
| Sub-20 Francia    | Total sel.        | 0           | 0           | 0           | 0       | 0       | 0       | 2         | 0         | 0         | 2     | 0     | 0      |
| Total selecciones | Total selecciones | 0           | 0           | 0           | 0       | 0       | 0       | 0         | 0         | 0         | 0     | 0     | 0      |
| 1.                |                   |             |             |             |         |         |         |           |           |           |       |       |        |

## Palmarés

### Títulos internacionales
| Título                            | Equipo               | Sede           | Año  |
| --------------------------------- | -------------------- | -------------- | ---- |
| Campeonato Europeo Sub-17         | Selección de Francia | Israel         | 2022 |
| Copa Mundial de Clubes de la FIFA | Chelsea F. C.        | Estados Unidos | 2025 |

### Distinciones individuales
| Distinción                    | Año  |
| ----------------------------- | ---- |
| Nominado al Premio Golden Boy | 2025 |